# Cosmiojoppa violaceipennis
Cosmiojoppa violaceipennis är en stekelart som beskrevs av Cameron 1902. Cosmiojoppa violaceipennis ingår i släktet Cosmiojoppa och familjen brokparasitsteklar. Inga underarter finns listade i Catalogue of Life.